# EAFF E-1 챔피언십
EAFF E-1 챔피언십(EAFF E-1 Football Championship, 일본어: EAFF E-1サッカー選手権, 중국어: 東亞足球錦標賽)은 동아시아 축구 연맹(EAFF)에 가맹한 축구 협회(연맹)의 남자 축구 국가대표팀 및 여자 축구 국가대표팀이 참가하는 국제 축구 대회이다. 2003년에 설립된 남자부 대회와 2005년에 설립된 여자부 대회로 나뉘어 치러지고 있다. 일반적으로 동아시아 선수권 또는 동아시안컵이라고도 한다. 동아시안컵은 남아시아 축구 선수권 대회, 서아시아 축구 선수권 대회, 아세안 축구 선수권 대회, 중앙아시아 축구 선수권 대회와 더불어 아시아의 5대 지역 축구 선수권 대회 중 하나의 위상을 갖는다.
2년마다 열리는 동아시안컵은 2003년에 첫 대회가 열렸다. 대회는 예선 라운드와 결승 대회 등 두 부분으로 나뉜다. 예선 라운드는 결승 대회에 진출할 1팀을 가려내기 위해 결승 대회보다 1년 일찍 시작한다. 현재 결승 대회는 개최국 경기장에서 일주일 남짓 네 개 팀이 우승을 놓고 경쟁하는 방식으로 진행된다.
남자부 대회에서는 총 10번 대회가 열리는 동안 3팀이 우승을 차지했다. 가장 우승 횟수가 많은 팀은 대한민국으로 총 5번 우승했다. 그 다음으로 일본이 3번 우승했다. 한편, 여자부 대회에서는 총 9번 대회가 열리는 동안 3팀이 우승을 차지했다. 가장 우승 횟수가 많은 팀은 일본으로 총 4번 우승컵을 들어올렸다. 그 다음으로 조선민주주의인민공화국이 3번, 대한민국이 2번 우승을 차지했다.

## 개요

### 동아시아 축구 선수권의 명맥
동아시안컵의 전신 대회로, 일반적 의미의 "동아시아 축구 선수권"의 시초는 아시아 축구 연맹의 승인을 바탕으로 4차례(1990년, 1992년, 1995년, 1998년) 개최된 다이너스티컵이다. 1998년 3월 7일을 끝으로 다이너스티컵은 폐지되었고, 2002년 5월 28일에 동아시아 축구 연맹이 설립되었다. 동아시아 축구 연맹은 대한민국과 일본이 공동으로 개최한 2002년 FIFA 월드컵의 축구 열기를 이어가면서 동아시아 축구 연맹이 직접 주관하는 "동아시아 축구 선수권"을 위해 동아시안컵을 창설하였다.
다이너스티컵과 동아시안컵의 차이점으로는 전자에는 없었던 여자부 대회가 설립되었다는 점, 보통 4개국만 참가하던 전자의 대회 방식을 개선하여 동아시아 축구 연맹에 가맹한 모든 축구 협회(연맹)가 참가한다는 점이 있다. 대회의 명칭은 제도적 변화를 거듭하면서 바뀌었다. 대회 초기에는 "동아시아 (여자) 축구 선수권 대회"라는 명칭을 사용했다가, 1라운드･2라운드･결승 대회의 3단계 대회 방식이 확립된 2013년부터 "EAFF (여자) 동아시안컵"이라는 명칭을 거쳐, 남자부 및 여자부 대회를 단일 대회로 통합한 2017년부터 "EAFF E-1 풋볼 챔피언십"이라는 명칭으로 오늘날에 이르고 있다.

### 3단계 대회 방식의 확립
현재 동아시안컵은 크게 예선 라운드와 결승 대회 등 두 부분으로 나뉜다. 예선 라운드는 결승 대회에 진출할 1팀을 가려내기 위해 결승 대회보다 1년 일찍 시작하며, 1라운드와 2라운드로 나뉘어 시행된다. 결승 대회는 개최국 경기장에서 일주일 남짓 네 개 팀이 우승을 놓고 경쟁하는 방식으로 진행된다. 현행 대회 방식에서 세 팀은 자동적으로 결승 대회에 진출하고, 나머지 참가국들은 예선 라운드를 거쳐 결승 대회에 진출한다.
1라운드부터 대회를 치르는 팀들은 동아시아 축구 연맹에서 FIFA 랭킹이 하위권에 해당하는 국가들이다. 2018년에 시행되는 1라운드를 기준으로 남자부 대회 및 여자부 대회에는 괌, 마카오, 몽골, 북마리아나 제도가 참가한다. 1라운드 우승국은 2라운드에 진출한다.
2라운드부터 대회를 치르는 팀들은 동아시아 축구 연맹에서 FIFA 랭킹이 중위권에 해당하는 국가들이다. 1라운드 및 결승 대회와는 달리 2라운드는 남자부 대회와 여자부 대회가 별개의 장소에서 개최된다. 2018년에 시행되는 2라운드를 기준으로 중화 타이베이에서 개최되는 남자부 대회에는 조선민주주의인민공화국, 중화 타이베이, 홍콩 및 1라운드 우승국이 참가하며, 괌에서 개최되는 여자부 대회에는 중국, 중화 타이베이, 홍콩 및 1라운드 우승국이 참가한다. 2라운드 우승국은 이듬해 결승 대회에 진출한다.
결승 대회부터 대회를 치르는 팀들은 동아시아 축구 연맹에서 FIFA 랭킹이 상위권에 해당하는 국가들이다. 결승 대회만의 특징으로 대한민국, 중국, 일본 순서로 돌아가면서 대회를 개최한다. 2019년 시행되는 결승 대회를 기준으로 남자부 대회에는 대한민국, 일본, 중국 및 2라운드 우승국이 참가하며, 여자부 대회에는 대한민국, 일본, 조선민주주의인민공화국 및 2라운드 우승국이 참가한다.

## 역대 대회 결과
남자부에서 정상에 오른 나라는 대한민국과 중국, 일본이다. 대한민국이 5번 우승했고, 뒤이어 일본이 3번 우승했다.
| 회차                | 연도                | 개최국              | 우승                | 점수                | 준우승              | 3위                 | 점수                | 4위            |
| ▼ 다이너스티컵 폐지 | ▼ 다이너스티컵 폐지 | ▼ 다이너스티컵 폐지 | ▼ 다이너스티컵 폐지 | ▼ 다이너스티컵 폐지 | ▼ 다이너스티컵 폐지 | ▼ 다이너스티컵 폐지 | ▼ 다이너스티컵 폐지 |                |
| ------------------- | ------------------- | ------------------- | ------------------- | ------------------- | ------------------- | ------------------- | ------------------- | -------------- |
| 1회                 | 2003                | 일본                | 대한민국            | 리그전              | 일본                | 중국                | 리그전              | 홍콩           |
| 2회                 | 2005                | 대한민국            | 중국                | 리그전              | 일본                | 북한                | 리그전              | 대한민국       |
| 3회                 | 2008                | 중국                | 대한민국            | 리그전              | 일본                | 중국                | 리그전              | 북한           |
| 4회                 | 2010                | 일본                | 중국                | 리그전              | 대한민국            | 일본                | 리그전              | 홍콩           |
| 5회                 | 2013                | 대한민국            | 일본                | 리그전              | 중국                | 대한민국            | 리그전              | 오스트레일리아 |
| 6회                 | 2015                | 중국                | 대한민국            | 리그전              | 중국                | 북한                | 리그전              | 일본           |
| 7회                 | 2017                | 일본                | 대한민국            | 리그전              | 일본                | 중국                | 리그전              | 북한           |
| 8회                 | 2019                | 대한민국            | 대한민국            | 리그전              | 일본                | 중국                | 리그전              | 홍콩           |
| 9회                 | 2022                | 일본                | 일본                | 리그전              | 대한민국            | 중화인민공화국      | 리그전              | 홍콩           |
| 10회                | 2025                | 대한민국            | 일본                | 리그전              | 대한민국            | 중화인민공화국      | 리그전              | 홍콩           |

- 개최국 및 연도는 결승 대회를 기준으로 한다.

### 국가별 참가 기록
| - 우승 - 준우승 - 3위 - 4위 | - 개최국 - † 초청국 - 2라운드 - 1라운드 |  |  |  |  |

| 대회국가        | 2003년 | 2005년 | 2008년 | 2010년 | 2013년 | 2015년 | 2017년 | 2019년 | 2022년 |
| --------------- | ------ | ------ | ------ | ------ | ------ | ------ | ------ | ------ | ------ |
| 괌              | 8위    | 8위    | 9위    | 7위    | =7위   | 6위    | 7위    | 8위    | ×      |
| 대한민국        | 우승   | 4위    | 우승   | 준우승 | 3위    | 우승   | 우승   | 우승   | 준우승 |
| 마카오          | 6위    | ×      | 7위    | 9위    | 9위    | 8위    | 9위    | 9위    | ×      |
| 몽골            | 7위    | 7위    | 8위    | 8위    | ×      | 9위    | 8위    | 7위    | ×      |
| 북마리아나 제도 | ×      | ×      | 10위   | 10위   | 10위   | 10위   | 10위   | 10위   | ×      |
| 오스트레일리아† | ×      | ×      | ×      | ×      | 4위    | ×      | ×      | ×      | ×      |
| 일본            | 준우승 | 준우승 | 준우승 | 3위    | 우승   | 4위    | 준우승 | 준우승 | 우승   |
| 북한            | ×      | 3위    | 4위    | 5위    | 5위    | 3위    | 4위    | 5위    | ×      |
| 중화인민공화국  | 3위    | 우승   | 3위    | 우승   | 준우승 | 준우승 | 3위    | 3위    | 3위    |
| 중화 타이베이   | 5위    | 6위    | 6위    | 6위    | =7위   | 7위    | 6위    | 6위    | ×      |
| 홍콩            | 4위    | 5위    | 5위    | 4위    | 6위    | 5위    | 5위    | 4위    | 4위    |

## 국가별 통산 성적

### 준결승 기록
| 국가           | 준결승 기록 | 준결승 기록                         |
| -------------- | ----------- | ----------------------------------- |
| 대한민국       | 우승        | 5회 — 2003･2008･2015･2017･2019      |
| 대한민국       | 준우승      | 3회 — 2010･2022･2025                |
| 대한민국       | 3위         | 1회 — 2013                          |
| 대한민국       | 4위         | 1회 — 2005                          |
|                |             |                                     |
| 일본           | 우승        | 3회 — 2013･2022･2025                |
| 일본           | 준우승      | 5회 — 2003･2005･2008･2017･2019      |
| 일본           | 3위         | 1회 — 2010                          |
| 일본           | 4위         | 1회 — 2015                          |
|                |             |                                     |
| 중국           | 우승        | 2회 — 2005･2010                     |
| 중국           | 준우승      | 2회 — 2013･2015                     |
| 중국           | 3위         | 6회 — 2003･2008･2017･2019･2022･2025 |
| 중국           | 4위         |                                     |
|                |             |                                     |
| 북한           | 우승        |                                     |
| 북한           | 준우승      |                                     |
| 북한           | 3위         | 2회 — 2005･2015                     |
| 북한           | 4위         | 2회 — 2008･2017                     |
|                |             |                                     |
| 홍콩           | 우승        |                                     |
| 홍콩           | 준우승      |                                     |
| 홍콩           | 3위         |                                     |
| 홍콩           | 4위         | 5회 — 2003･2010･2019･2022･2025      |
|                |             |                                     |
| 오스트레일리아 | 우승        |                                     |
| 오스트레일리아 | 준우승      |                                     |
| 오스트레일리아 | 3위         |                                     |
| 오스트레일리아 | 4위         | 1회 — 2013                          |

### 결승 대회
남자부(동아시안컵) 결승 대회에서의 국가별 통산 성적은 다음과 같다.
- 순위 기준: 승점 > 진출 횟수 > 최고 성적 > 골득실 > 다득점 > 승자승.
- 2019년 EAFF E-1 풋볼 챔피언십까지의 결과를 포함하며, 다이너스티컵의 결과는 포함하지 않는다.

| 순위 | 국가           | 진출 횟수 | 경기 | 승 | 무 | 패 | 득점 | 실점 | 득실차 | 승점 | 최고 성적 |
| ---- | -------------- | --------- | ---- | -- | -- | -- | ---- | ---- | ------ | ---- | --------- |
| 1    | 대한민국       | 8회       | 24   | 11 | 10 | 3  | 33   | 17   | +16    | 43   | 우승 (5)  |
| 2    | 일본           | 8회       | 24   | 11 | 8  | 5  | 35   | 25   | +10    | 41   | 우승 (1)  |
| 3    | 중화인민공화국 | 8회       | 24   | 8  | 8  | 8  | 35   | 29   | +6     | 32   | 우승 (2)  |
| 4    | 북한           | 4회       | 12   | 2  | 5  | 5  | 7    | 13   | -6     | 11   | 3위 (2)   |
| 5    | 오스트레일리아 | 1회       | 3    | 0  | 1  | 2  | 5    | 7    | -2     | 1    | 4위 (1)   |
| 6    | 홍콩           | 3회       | 9    | 0  | 0  | 9  | 2    | 26   | -24    | 0    | 4위 (3)   |

### 예선 라운드
남자부(동아시안컵) 예선 라운드에서의 국가별 통산 성적은 다음과 같다.
- 순위 기준: 승점 > 진출 횟수 > 최고 성적 > 골득실 > 다득점 > 승자승.
- 2017년 EAFF E-1 풋볼 챔피언십까지의 결과를 포함하며, 다이너스티컵의 결과는 포함하지 않는다.

| 순위 | 국가            | 진출 횟수 | 경기 | 승 | 무 | 패 | 득점 | 실점 | 득실차 | 승점 | 최고 성적 |
| ---- | --------------- | --------- | ---- | -- | -- | -- | ---- | ---- | ------ | ---- | --------- |
| 1    | 북한            | 6회       | 20   | 17 | 3  | 0  | 85   | 8    | +77    | 54   | 3위 (2)   |
| 2    | 홍콩            | 7회       | 24   | 15 | 3  | 6  | 97   | 18   | +79    | 48   | 4위 (2)   |
| 3    | 중화 타이베이   | 7회       | 27   | 11 | 4  | 12 | 65   | 50   | +15    | 37   | 5위 (1)   |
| 4    | 괌              | 7회       | 32   | 7  | 4  | 21 | 33   | 160  | –127   | 25   | 6위 (1)   |
| 5    | 마카오          | 6회       | 18   | 6  | 4  | 8  | 33   | 38   | –5     | 22   | 6위 (1)   |
| 6    | 몽골            | 6회       | 19   | 6  | 3  | 10 | 28   | 48   | –20    | 21   | 7위 (2)   |
| 7    | 오스트레일리아  | 1회       | 4    | 3  | 1  | 0  | 19   | 1    | +18    | 10   | 4위 (1)   |
| 8    | 북마리아나 제도 | 5회       | 13   | 1  | 0  | 12 | 11   | 61   | –50    | 3    | 10위 (5)  |

### 국가별 통산 성적

#### 준결승 기록
| 국가          | 준결승 기록 | 준결승 기록          |
| ------------- | ----------- | -------------------- |
| 일본          | 우승        | 3회 — 2008･2010･2019 |
| 일본          | 준우승      | 2회 — 2013･2017      |
| 일본          | 3위         | 2회 — 2005･2015      |
| 일본          | 4위         |                      |
|               |             |                      |
| 북한          | 우승        | 3회 — 2013･2015･2017 |
| 북한          | 준우승      | 2회 — 2005･2008      |
| 북한          | 3위         |                      |
| 북한          | 4위         |                      |
|               |             |                      |
| 대한민국      | 우승        | 1회 — 2005           |
| 대한민국      | 준우승      | 2회 — 2015･2019      |
| 대한민국      | 3위         | 2회 — 2010･2013      |
| 대한민국      | 4위         | 2회 — 2008･2017      |
|               |             |                      |
| 중국          | 우승        |                      |
| 중국          | 준우승      | 1회 — 2010           |
| 중국          | 3위         | 3회 — 2008･2017･2019 |
| 중국          | 4위         | 3회 — 2005･2013･2015 |
|               |             |                      |
| 중화 타이베이 | 우승        |                      |
| 중화 타이베이 | 준우승      |                      |
| 중화 타이베이 | 3위         |                      |
| 중화 타이베이 | 4위         | 2회 — 2010･2019      |

## 같이 보기
아시아의 5대 지역 축구 선수권 대회
- 남아시아 축구 연맹(SAFF): 남아시아 축구 연맹 선수권 대회 / 남아시아 축구 연맹 여자 선수권 대회
- 동아시아 축구 연맹(EAFF): EAFF E-1 풋볼 챔피언십 / EAFF E-1 풋볼 챔피언십 (여자부)
- 서아시아 축구 연맹(WAFF): 서아시아 축구 연맹 선수권 대회 / 서아시아 축구 연맹 여자 선수권 대회
- 동남아시아 축구 연맹(AFF): 동남아시아 축구 연맹 선수권 대회 / 동남아시아 축구 연맹 여자 선수권 대회
- 중앙아시아 축구 연맹(CAFA): 중앙아시아 축구 연맹 선수권 대회 / 중앙아시아 축구 연맹 여자 선수권 대회